# PL-12
Die PL-12 ist eine chinesische Mittelstrecken-Luft-Luft-Rakete mit aktiver Radarsteuerung.

## Entwicklung
Die Entwicklung der PL-12 begann Ende der 1990er-Jahre unter der Bezeichnung SD-10. Der Öffentlichkeit bekannt wurde sie 2001. Es wird vermutet, dass der Sucher der Rakete auf Erkenntnissen beruht, die aus den aktiv-radargelenkten sowjetischen Raketen Wympel R-27 und R-77 gewonnen wurden. Die Dokumentation des Suchers der R-27 wurde von der Sowjetunion an China verkauft.
Die Zertifizierung war 2004 abgeschlossen und seit 2005 gehört die PL-12 zum Inventar der chinesischen Luftstreitkräfte.
Eine weiterentwickelte Variante der PL-12 ist die an die J-20 angepasste PL-15 mit verringerter Spannweite und AESA-Radarsucher.

## Beschreibung
Die PL-12 ist eine Luft-Luft-Rakete in klassischer Auslegung mit vier trapezförmigen Hecksteuerflächen sowie vier dreieckigen Steuerflächen in der Rumpfmitte. Ihr aktiver Radarsucher kann auch im Passivmodus arbeiten, um beispielsweise auf Störsignale aufzuschalten. Eine Datenlinkverbindung gestattet es, im Flug neue/präzisierte Zielkoordinaten zu empfangen. Der Sprengkopf wird von einem Annäherungszünder ausgelöst. Als Antrieb dient ein Feststoffraketenmotor.

## Varianten
- SD-10 (ShanDian-10, 闪电-10): Exportversion (SD-10A und SD-10B).[6]
- DK-10A: Flugabwehrrakete mit maximal 50 km Reichweite. Wird für das FlaRak-System Tianlong-50 (auch: Sky Dragon 50, SD-50, GAS2) verwendet.[7]
- LD-10 (雷电-10): Anti-Radar-Luft-Boden-Rakete mit 60 km Reichweite.[1]